# Eynsham Lock

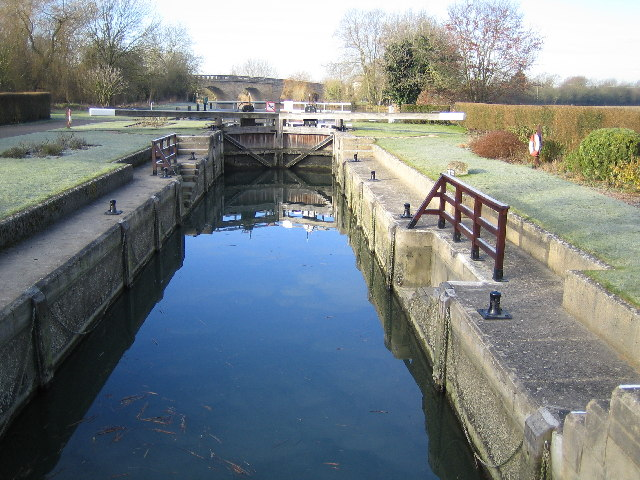
Das Eynsham Lock

Das Eynsham Lock ist eine Schleuse in der Themse in England. Die Schleuse liegt auf der Südseite des Flusses nahe dem Ort Swinford in Oxfordshire. Der größere Ort Eynsham liegt etwas weiter entfernt auf der Nordseite des Flusses.
Die Schleuse war eine der letzten, die 1928 von der Thames Conservancy im Verlauf der Themse gebaut wurden.
Das Wehr befindet sich der anderen Seite der Insel im Verlauf des ursprünglichen Flusslaufes.

## Geschichte
Es gab ein Wehr und eine Stauschleuse, die als Eynsham Wehr oder Bolde’s Wehr bekannt waren und ursprünglich der Eynsham Abbey gehörten. Das Wehr wurde 1886 erneuert, nachdem es vorher Bestrebungen gab es zu beseitigen. Um 1890 wurde eine Bootsrutsche gebaut, um kleinere Boote um das Wehr herum zu transportieren. All dies wurde 1928 durch die Schleuse ersetzt, die in den Vorsprung eines Bogens gesetzt wurde. Das Wehr wurde 1950 erneuert.

## Zugang zur Schleuse
Die Schleuse ist flussabwärts der Swinford Toll Bridge, von wo man es zu Fuß erreichen kann.

## Der Fluss oberhalb der Schleuse
Flussaufwärts der Schleuse liegt die Swinford Toll Bridge. Nach der Brücke folgt im Flusslauf ein enger Bogen, der wie ein Hufeisen geformt ist. Dieser Bogen stellte ein Hindernis für die Schifffahrt dar, bis 1900 ein Durchstich gemacht wurde, um ihn zu umgehen.
Der Themsepfad verläuft auf der südlichen Seite des Flusses bis zum Pinkhill Lock.